# Geestkern

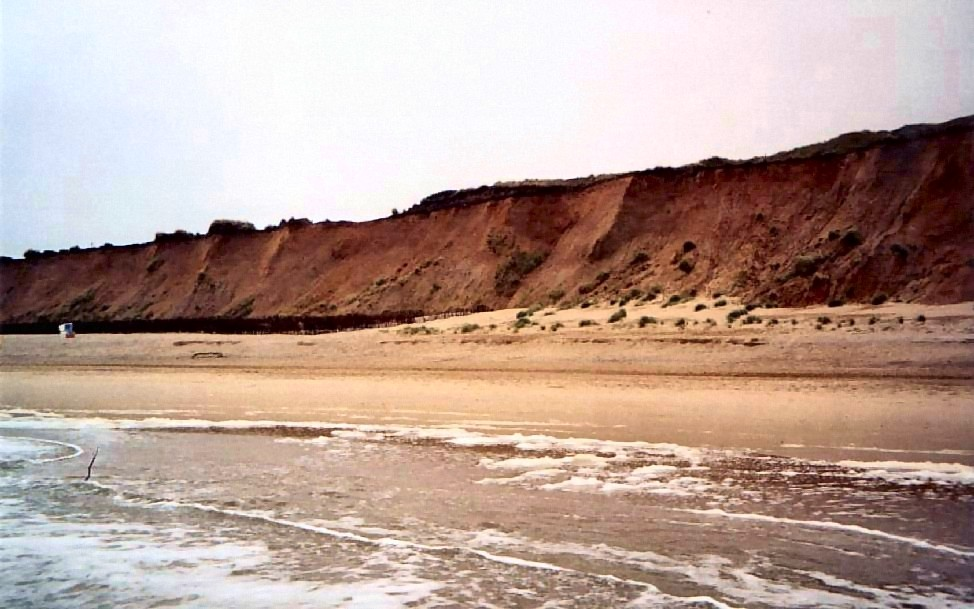
Rotes Kliff bei Kampen auf Sylt

Als Geestkern bezeichnet man den Kern einer Insel in der Nord- oder Ostsee, welcher nicht durch marine Sedimentation entstanden ist.
Diese Kerne stellen alle Überbleibsel glazialer Ablagerungen aus den letzten Eiszeiten dar, der Geest, welche in jüngerer geologischer Entwicklung von marinen Sedimenten, sprich Sand, umlagert wurden und so die heutigen Inseln bilden.
Sowohl die ostfriesischen Inseln als auch die westfriesischen Inseln besitzen allesamt keinen Geestkern, sind also Sand- bzw. Marschinseln.
Im Gegensatz dazu besitzen einige Nordfriesische Inseln einen entsprechenden Inselkern. Im Falle von Sylt ruht der Mittelteil der Insel auf einem Geestkern, wodurch auch das charakteristische Rote Kliff zwischen den Orten Wenningstedt und Kampen entstanden ist. Auch die nordfriesischen Inseln Amrum und Föhr besitzen ähnliche Geestkerne. Die Inseln weiter nach Norden (Dänische Wattenmeerinseln) sind wieder frei von Geestkernen und bestehen fast ausschließlich aus Sand.